# Centropogon arcuatus
Centropogon arcuatus este o specie de plantă din familia Campanulaceae. Este endemică din Ecuador. Habitatul natural al speciei constă în pădurile montane tropicale sau subtropicale umede. Este amenințată de pierderea habitatului.